# Boots Riley
Pour les articles homonymes, voir Riley.
Raymond Lawrence “Boots” Riley, né en avril 1971, mieux connu sous son nom de scène Boots Riley, est un rappeur, producteur, beatmaker et réalisateur américain connu pour être le chanteur principal des groupes The Coup et Street Sweeper Social Club.

## Filmographie

### Acteur

#### Cinéma
- 1997 : Fact or Fiction (court métrage)
- 2015 : Rope a Dope 2 (court métrage)
- 2015 : America Is Still the Place : Bartender Ray

#### Télévision
- 2005 : Les Simpson : Performer - Rap Songs (série télévisée)
- 2017 : The North Pole : Polar Bear (série télévisée)

### Réalisateur et scénariste

#### Cinéma
- 2018 : Sorry to Bother You (aussi compositeur)

#### Télévision
- 2023 : I'm a Virgo

### Interprétation de chansons

#### Cinéma
- 1997 : Soul in the Hole
- 2004 : Sœurs de glace (Decoys)
- 2005 : Sir! No Sir!
- 2007 : SuperGrave
- 2009 : Tucker Max : Histoires d'un serial fucker (I Hope They Serve Beer in Hell)
- 2010 : The Losers

#### Télévision
- Date inconnue : Les Simpson (série télévisée)